# Tu che di gel sei cinta

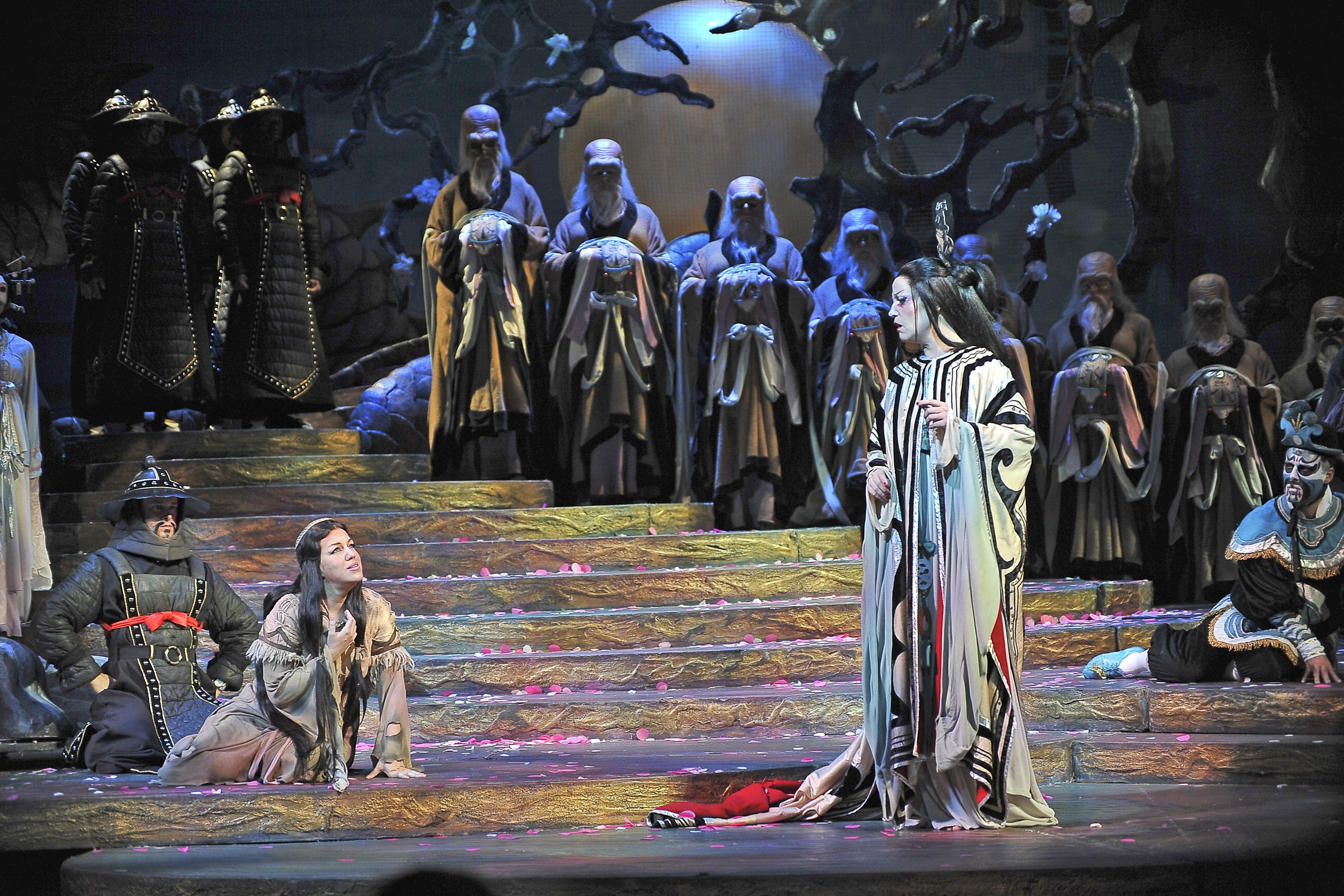
Turandot (Lise Lindstrom, in piedi) e Liù (Elizabeth Caballero, in ginocchio) nel terzo atto di Turandot, allestimento della Florida Grand Opera nella stagione del 2010.

Tu che di gel sei cinta è un'aria per soprano tratta dalla prima scena del terzo atto di Turandot, opera di Giacomo Puccini del 1926. L'aria, cantata da Liù, giovane schiava, rappresenta un punto chiave della composizione, il massimo contrasto fra le due voci di soprano e protagoniste femminili, Turandot e Liù, che incarnano opposti sentimenti. Poco dopo l'aria di Liù, alla fine del n. 18 del libretto, sulle parole dormi, oblia! Liù! poesia!, Puccini terminò di scrivere la partitura.
Ashbrook e Powers ipotizzano che l'incompletezza dell'opera, principalmente dopo questo punto, sia da attribuirsi all'inadeguata costruzione drammatica della trama, l'accostamento tra il duro trattamento riservato ai personaggi secondari e il repentino cambio radicale di sentimenti della principessa all'ultimo minuto.

## L'aria
Le parole dell'aria sono state effettivamente scritte da Puccini stesso. In attesa che Giuseppe Adami e Renato Simoni fornissero la parte successiva del libretto, era stato infatti il compositore a realizzare il testo; quando i librettisti lo lessero decisero che non potevano fare di meglio.
Turandot vuole conoscere il nome del principe misterioso e quando viene a sapere che la serva conosce il suo nome le ordina di rivelarlo. Lei, perdutamente innamorata, non lo tradisce e viene torturata. La principessa è chiaramente presa dalla volontà di Liù e le chiede cosa le abbia messo tanta forza nel suo cuore. Liù risponde "Principessa, Amore!":
TURANDOT: Chi pose tanta forza nel tuo cuore?
LIÙ: Principessa, l'amore!
T.: L'amore?
Liù affronta la glaciale principessa con quest'aria:
Tu che di gel sei cinta,
Da tanta fiamma vinta
L'amerai anche tu!
Prima di quest'aurora
Io chiudo stanca gli occhi,
Perché egli vinca ancora...
per non... per non vederlo più!
L'indicazione di tempo (Andante mosso con un poco d'agitazione) lascia un certo spazio a inflessioni. I primi tre versi cominciano e finiscono con "tu" e rappresentano una sfida alla sovrana, cantate con fermezza dalla serva che per amore affronta senza timore la crudele principessa, non mostrandosi più sottomessa. Il secondo tagliente verso minaccia la sconfitta della principessa ("vinta") e nel verso successivo, ripetuto con enfasi, è ribadito l'atteggiamento di sfida. Nei versi successivi, più calmati, il sentimento cambia (piano sul quarto verso, rallentando sul quinto) e la serva preannuncia il suo sacrificio. Dopo una brave ripresa del tempo, torna fermezza ed enfasi confidando nella vittoria di Calaf (perché egli vinca ancora), ripetuto poi in maniera ancor più decisa. Quindi ripete i versi precedenti (prima di quest'aurora/io chiudo stanca gli occhi), il primo con grande crescendo verso una fermata sostenuta e il secondo più dolce, che ricalca la ricerca della morte e la fine delle sofferenze, chiudendo con un toccante pianto contenuto nelle ultime sei note, marcate e sostenute. Dopo aver cantato l'aria, Liù sottrae una spada, sfilandola dalla cintura di un soldato, e si uccide.
Puccini, che aveva ascoltato La sagra della primavera di Stravinskij rimanendone impressionato, utilizzò, nella melodia portante dell'aria di Liù, il disegno melodico de Gli auguri primaverili dalla prima parte della Sagra, prolungandolo e privandolo, ovviamente, di ogni aspetto di urto armonico.